# Badlands (computerspel)
Badlands (バッドランズ) is een interactieve film uit 1984, ontwikkeld en uitgegeven voor arcadehallen door Konami. Badlands is vergelijkbaar met spellen zoals Wild Gunman, Dragon's Lair, en Cliff Hanger. De speler navigeert door verschillende geanimeerde levels door op het juiste moment op een knop te drukken (in tegenstelling tot Dragon's Lair is er geen joystick). Omdat het spel een schietspel in het Wilde Westen is, is de functie van de knop bijna altijd het afvuren van het pistool van het hoofdpersonage. Als de speler te snel schiet wordt hij opgehangen voor moord. Als de speler echter te laat schiet wordt hij door zijn tegenstander doodgeschoten. Naarmate de speler verder in het spel komt wordt de vereiste timing preciezer. Dit maakt het spel erg moeilijk en soms zelfs bijna onspeelbaar. Het is ook mogelijk voor Buck om op zichzelf te schieten als hij in beeld is. Het spel werd in de Verenigde Staten uitgegeven door Centuri. Het was het enige spel dat Konami op laserdisc uitbracht.

## Plot
Het plot van het spel is verrassend duister in vergelijking met andere spellen van die tijd. De speler neemt de rol aan van Buck, een harde werker, wiens vrouw en kinderen op een dag vermoord worden door een groep bandieten. Een voor een spoort Buck deze bandieten op en verdient hij steeds hogere premies terwijl hij hen uitschakelt. De laatste tegenstander is de leider van de bandieten, Landolf.
De bandieten, in volgorde van hun premie:
- Gas,  $2,500
- Doug, $2,500
- Smith, $3,000
- Paco, $3,000
- Bull, $4,000
- Lloyd, $5,000
- Liston, $5,000
- Hawk, $6,000
- Mary, $7,000
- Landolf, $10,000

## Voorkomen
Ondanks de setting van het spel in het wilde westen, komt de hoofdpersoon, Buck, ook op behoorlijk onrealistische plaatsen. Zo loopt Buck op een gegeven moment door een grot, waarna hij in een prehistorische jungle uitkomt. Ook heeft Buck drie levens. Als hij levens verliest ziet de speler hem op hilarische wijze door het scherm strompelen op krukken, of wordt hij weggedragen op een brancard — een opmerkelijke afwisseling in het verder zo duistere spel. Als de speler zijn/haar laatste leven verliest verandert Buck in een engel terwijl het "game over" scherm verschijnt. De "mis"-sequenties (die plaatsvinden als de speler een leven verliest) zijn ook grappig (Bijvoorbeeld een schorpioen die buck een hanenkam geeft).
Aan het einde van het spel, als Buck Landolph en zijn handlangers kan verslaan, ziet de speler Buck de zonsondergang tegemoet rijden.

## Nalatenschap
Badlands heeft een zeldzaamheidsgraad van 16, volgens de Video Game Preservation Society. Dit betekent dat nog bestaande kasten van het spel redelijk zeldzaam zijn.